# Paix de Travendal
La paix de Travendal est un traité de paix conclu entre le Danemark et la Suède le 18 août 1700 à Traventhal, dans le Holstein.
Ce traité met fin à la participation du roi Frédéric IV de Danemark à la Grande guerre du Nord. Il s'engage à ne plus jamais déclarer la guerre à la Suède et à respecter la souveraineté du duc Frédéric IV de Holstein-Gottorp, allié du roi Charles XII de Suède dont il a envahi les états en mars 1700. Il reconnaît également au duc le droit d'entretenir une armée de 6 000 hommes et s'engage à lui verser une indemnité de 260 000 rixdalers.